# Sint-Jans Onthoofdingkerk (Liempde)
De Sint-Jans Onthoofdingkerk is de parochiekerk van de tot de Nederlandse gemeente Boxtel behorende plaats Liempde, gelegen aan de Dorpsstraat 36.

## Geschiedenis
Reeds in 1440 was er sprake van een Sint-Janskapel te Liempde. Deze bevond zich op de hoek van de Pastoor Dobbeleijnstraat en Kerkakkers. De contouren ervan werden in 1982 als Archeologisch monument geklasseerd. In 1603 werd de kerk door bisschop Masius tot parochiekerk verheven. In 1648 (Vrede van Münster) werd deze genaast door de hervormden, die echter het onderhoud niet konden opbrengen, zodat verval intrad. In 1827 werd de kapel gesloopt, en in 2003 is deze plek weer heringericht.
Vanaf 1672 konden de katholieken een schuurkerk betrekken, achterafgelegen in de huidige Dorpsstraat. In 1864 werd de schuurkerk, evenals een aantal omringende gebouwen, door brand verwoest.
In 1867 werd de huidige kerk gebouwd, naar ontwerp van Hendrik Jacobus van Tulder. In 1893 werd begonnen met de bouw van de toren, welke in 1899 werd voltooid.

## Gebouw
Het is een driebeukige neogotische kruiskerk. Als materiaal werd baksteen gebruikt, met hardstenen sierelementen. De hoge kerktoren heeft een achtkante naaldspits, terwijl er ook een vieringtoren is. Het interieur wordt overwelfd door een kruisribgewelf. Het interieur is neogotisch. De glas-in-loodramen werden vervaardigd door atelier Nicolas.